# فهرست قنات‌های شهرستان دامغان
جدول زیر بر اساس آمار وزارت جهاد کشاورزیتهیه شده‌است. فهرست زیر قنات‌های شهرستان دامغان در استان سمنان را نشان می‌دهد.
| نام قنات         | موقعیت                         | نزدیک‌ترین روستا  | طول قنات (متر)    | تعداد میله چاه | عمق مادر چاه | دبی (لیتر بر ثانیه) | سطح زیر کشت (هکتار) |
| ---------------- | ------------------------------ | ---------------- | ----------------- | -------------- | ------------ | ------------------- | ------------------- |
| ابراهیم‌آباد      | بخشی نامعلوم در شهرستان دامغان | ابراهیم‌آباد      | ۰٫۵               | ۰              | ۰            | ۱                   | ۰                   |
| ابراهیم‌آباد      | بخشی نامعلوم در شهرستان دامغان | ابراهیم‌آباد      | ۶                 | ۰              | ۰            | ۱۰                  | ۰                   |
| استا حسین        | بخشی نامعلوم در شهرستان دامغان | استا حسین        | ۰٫۴۰۰۰۰۰۰۰۵۹۶۰۴۶۴ | ۰              | ۰            | ۲                   | ۰                   |
| استاد حسین دروار | بخشی نامعلوم در شهرستان دامغان | استاد حسین دروار | ۰٫۸۵۰۰۰۰۰۲۳۸۴۱۸۵۸ | ۰              | ۰            | ۲                   | ۰                   |
| استان            | بخشی نامعلوم در شهرستان دامغان | استان            | ۰٫۶۰۰۰۰۰۰۲۳۸۴۱۸۵۸ | ۰              | ۰            | ۱٫۵                 | ۰                   |
| اسلام‌آباد پنبه   | بخشی نامعلوم در شهرستان دامغان | اسلام‌آباد پنبه   | ۰٫۵               | ۰              | ۰            | ۶                   | ۰                   |
| اسماعیل‌آباد      | بخشی نامعلوم در شهرستان دامغان | اسماعیل‌آباد      | ۰٫۶۰۰۰۰۰۰۲۳۸۴۱۸۵۸ | ۰              | ۰            | ۲                   | ۰                   |
| اله‌آباد          | بخشی نامعلوم در شهرستان دامغان | اله‌آباد          | ۷                 | ۰              | ۰            | ۳                   | ۰                   |
| امیرآباد         | بخشی نامعلوم در شهرستان دامغان | امیرآباد         | ۶                 | ۰              | ۰            | ۵                   | ۰                   |
| امیرطلا          | بخشی نامعلوم در شهرستان دامغان | امیرطلا          | ۰٫۴۰۰۰۰۰۰۰۵۹۶۰۴۶۴ | ۰              | ۰            | ۵                   | ۰                   |
| اگره             | بخشی نامعلوم در شهرستان دامغان | اگره             | ۱                 | ۰              | ۰            | ۱۵                  | ۰                   |
| بابا ولی         | بخشی نامعلوم در شهرستان دامغان | بابا ولی         | ۳                 | ۰              | ۰            | ۲                   | ۰                   |
| باغو             | بخشی نامعلوم در شهرستان دامغان | باغو             | ۰٫۱۵۰۰۰۰۰۰۵۹۶۰۴۶۴ | ۰              | ۰            | ۱                   | ۰                   |
| باقرآباد         | بخشی نامعلوم در شهرستان دامغان | باقرآباد         | ۰٫۲۰۰۰۰۰۰۰۲۹۸۰۲۳۲ | ۰              | ۰            | ۲                   | ۰                   |
| بهشتو            | بخشی نامعلوم در شهرستان دامغان | بهشتو            | ۰٫۵               | ۰              | ۰            | ۶                   | ۰                   |
| بیدستان          | بخشی نامعلوم در شهرستان دامغان | بیدستان          | ۱                 | ۰              | ۰            | ۸                   | ۰                   |
| تلخوی            | بخشی نامعلوم در شهرستان دامغان | تلخوی            | ۰٫۶۰۰۰۰۰۰۲۳۸۴۱۸۵۸ | ۰              | ۰            | ۱                   | ۰                   |
| توچاهی           | بخشی نامعلوم در شهرستان دامغان | توچاهی           | ۰٫۶۹۹۹۹۹۹۸۸۰۷۹۰۷۱ | ۰              | ۰            | ۲                   | ۰                   |
| تویه دروار       | بخشی نامعلوم در شهرستان دامغان | تویه دروار       | ۰                 | ۰              | ۰            | ۰                   | ۰                   |
| جلال‌آباد         | بخشی نامعلوم در شهرستان دامغان | جلال‌آباد         | ۴                 | ۰              | ۰            | ۶                   | ۰                   |
| جلگه زاوه        | بخشی نامعلوم در شهرستان دامغان | جلگه زاوه        | ۷                 | ۰              | ۰            | ۶                   | ۰                   |
| حاج صادق         | بخشی نامعلوم در شهرستان دامغان | حاج صادق         | ۰٫۶۹۹۹۹۹۹۸۸۰۷۹۰۷۱ | ۰              | ۰            | ۲                   | ۰                   |
| حاجی‌آباد دولاب   | بخشی نامعلوم در شهرستان دامغان | حاجی‌آباد دولاب   | ۳                 | ۰              | ۰            | ۰                   | ۰                   |
| حاجی‌آباد رضوه    | بخشی نامعلوم در شهرستان دامغان | حاجی‌آباد رضوه    | ۵                 | ۰              | ۰            | ۳۰                  | ۰                   |
| حجاجی            | بخشی نامعلوم در شهرستان دامغان | حجاجی            | ۶                 | ۰              | ۰            | ۸                   | ۰                   |
| حسن‌آباد          | بخشی نامعلوم در شهرستان دامغان | حسن‌آباد          | ۱۱                | ۰              | ۰            | ۱۰                  | ۰                   |
| حسن‌آباد          | بخشی نامعلوم در شهرستان دامغان | حسن‌آباد          | ۱٫۵               | ۰              | ۰            | ۳                   | ۰                   |
| حسین آباد        | بخشی نامعلوم در شهرستان دامغان | حسین آباد        | ۱                 | ۰              | ۰            | ۵                   | ۰                   |
| حسینان           | بخشی نامعلوم در شهرستان دامغان | حسینان           | ۱                 | ۰              | ۰            | ۸                   | ۰                   |
| حسینان           | بخشی نامعلوم در شهرستان دامغان | حسینان           | ۱٫۱۰۰۰۰۰۰۲۳۸۴۱۸۶  | ۰              | ۰            | ۱۵                  | ۰                   |
| حسین‌آباد         | بخشی نامعلوم در شهرستان دامغان | حسین‌آباد         | ۲                 | ۰              | ۰            | ۶                   | ۰                   |
| حسین‌آباد دولاب   | بخشی نامعلوم در شهرستان دامغان | حسین‌آباد دولاب   | ۴                 | ۰              | ۰            | ۳۰                  | ۰                   |
| حصار             | بخشی نامعلوم در شهرستان دامغان | حصار             | ۰٫۶۹۹۹۹۹۹۸۸۰۷۹۰۷۱ | ۰              | ۰            | ۱٫۵                 | ۰                   |
| خان بیگی         | بخشی نامعلوم در شهرستان دامغان | خان بیگی         | ۰٫۵               | ۰              | ۰            | ۱                   | ۰                   |
| دربندو           | بخشی نامعلوم در شهرستان دامغان | دربندو           | ۰٫۳۰۰۰۰۰۰۱۱۹۲۰۹۲۹ | ۰              | ۰            | ۲                   | ۰                   |
| دروار            | بخشی نامعلوم در شهرستان دامغان | دروار            | ۱                 | ۰              | ۰            | ۲۰                  | ۰                   |
| دنبو             | بخشی نامعلوم در شهرستان دامغان | دنبو             | ۱                 | ۰              | ۰            | ۱                   | ۰                   |
| دهو              | بخشی نامعلوم در شهرستان دامغان | دهو              | ۳٫۵               | ۰              | ۰            | ۱                   | ۰                   |
| دیان             | بخشی نامعلوم در شهرستان دامغان | دیان             | ۰٫۸۰۰۰۰۰۰۱۱۹۲۰۹۲۹ | ۰              | ۰            | ۴                   | ۰                   |
| دیزاب            | بخشی نامعلوم در شهرستان دامغان | دیزاب            | ۰٫۶۰۰۰۰۰۰۲۳۸۴۱۸۵۸ | ۰              | ۰            | ۱٫۵                 | ۰                   |
| رباعی            | بخشی نامعلوم در شهرستان دامغان | رباعی            | ۰٫۶۰۰۰۰۰۰۲۳۸۴۱۸۵۸ | ۰              | ۰            | ۲                   | ۰                   |
| رشم              | بخشی نامعلوم در شهرستان دامغان | رشم              | ۰٫۶۰۰۰۰۰۰۲۳۸۴۱۸۵۸ | ۰              | ۰            | ۱                   | ۰                   |
| رومنان           | بخشی نامعلوم در شهرستان دامغان | رومنان           | ۹                 | ۰              | ۰            | ۸                   | ۰                   |
| رومه             | بخشی نامعلوم در شهرستان دامغان | رومه             | ۰٫۳۰۰۰۰۰۰۱۱۹۲۰۹۲۹ | ۰              | ۰            | ۳                   | ۰                   |
| رومه سفلی        | بخشی نامعلوم در شهرستان دامغان | رومه سفلی        | ۰٫۲۰۰۰۰۰۰۰۲۹۸۰۲۳۲ | ۰              | ۰            | ۴                   | ۰                   |
| زرین دشت         | بخشی نامعلوم در شهرستان دامغان | زرین دشت         | ۰٫۵               | ۰              | ۰            | ۱٫۵                 | ۰                   |
| زمان‌آباد         | بخشی نامعلوم در شهرستان دامغان | زمان‌آباد         | ۰٫۵               | ۰              | ۰            | ۴                   | ۰                   |
| زیاری            | بخشی نامعلوم در شهرستان دامغان | زیاری            | ۰٫۶۹۹۹۹۹۹۸۸۰۷۹۰۷۱ | ۰              | ۰            | ۱٫۵                 | ۰                   |
| سرخده            | بخشی نامعلوم در شهرستان دامغان | سرخده            | ۱                 | ۰              | ۰            | ۳                   | ۰                   |
| سرخده            | بخشی نامعلوم در شهرستان دامغان | سرخده            | ۵                 | ۰              | ۰            | ۶                   | ۰                   |
| سرخده            | بخشی نامعلوم در شهرستان دامغان | سرخده            | ۰٫۴۰۰۰۰۰۰۰۵۹۶۰۴۶۴ | ۰              | ۰            | ۱٫۵                 | ۰                   |
| سعدآباد          | بخشی نامعلوم در شهرستان دامغان | سعدآباد          | ۴                 | ۰              | ۰            | ۵                   | ۰                   |
| سلم‌آباد          | بخشی نامعلوم در شهرستان دامغان | سلم‌آباد          | ۰٫۶۰۰۰۰۰۰۲۳۸۴۱۸۵۸ | ۰              | ۰            | ۲                   | ۰                   |
| سلیمان‌آباد       | بخشی نامعلوم در شهرستان دامغان | سلیمان‌آباد       | ۶                 | ۰              | ۰            | ۶                   | ۰                   |
| سنگ نو           | بخشی نامعلوم در شهرستان دامغان | سنگ نو           | ۰٫۵               | ۰              | ۰            | ۶                   | ۰                   |
| سوسنوار          | بخشی نامعلوم در شهرستان دامغان | سوسنوار          | ۰٫۶۰۰۰۰۰۰۲۳۸۴۱۸۵۸ | ۰              | ۰            | ۳                   | ۰                   |
| سیاه پره         | بخشی نامعلوم در شهرستان دامغان | سیاه پره         | ۱٫۵               | ۰              | ۰            | ۲                   | ۰                   |
| سیاه کوه         | بخشی نامعلوم در شهرستان دامغان | سیاه کوه         | ۲                 | ۰              | ۰            | ۱۰                  | ۰                   |
| سیدآباد          | بخشی نامعلوم در شهرستان دامغان | سیدآباد          | ۱۲                | ۰              | ۰            | ۱۵                  | ۰                   |
| سینگ             | بخشی نامعلوم در شهرستان دامغان | سینگ             | ۳                 | ۰              | ۰            | ۲۰                  | ۰                   |
| شاه تپه          | بخشی نامعلوم در شهرستان دامغان | شاه تپه          | ۰٫۲۰۰۰۰۰۰۰۲۹۸۰۲۳۲ | ۰              | ۰            | ۲                   | ۰                   |
| شهرآباد تویه     | بخشی نامعلوم در شهرستان دامغان | شهرآباد تویه     | ۰٫۵               | ۰              | ۰            | ۴                   | ۰                   |
| شوراب            | بخشی نامعلوم در شهرستان دامغان | شوراب            | ۰٫۵               | ۰              | ۰            | ۱                   | ۰                   |
| شوکت‌آباد         | بخشی نامعلوم در شهرستان دامغان | شوکت‌آباد         | ۹                 | ۰              | ۰            | ۱۰                  | ۰                   |
| شیخ محمد دروار   | بخشی نامعلوم در شهرستان دامغان | شیخ محمد دروار   | ۱                 | ۰              | ۰            | ۱۰                  | ۰                   |
| شیراشتیان        | بخشی نامعلوم در شهرستان دامغان | شیراشتیان        | ۷                 | ۰              | ۰            | ۱۰                  | ۰                   |
| شیربند           | بخشی نامعلوم در شهرستان دامغان | شیربند           | ۰٫۵               | ۰              | ۰            | ۳                   | ۰                   |
| شیمی             | بخشی نامعلوم در شهرستان دامغان | شیمی             | ۰٫۶۰۰۰۰۰۰۲۳۸۴۱۸۵۸ | ۰              | ۰            | ۲                   | ۰                   |
| صلح‌آباد          | بخشی نامعلوم در شهرستان دامغان | صلح‌آباد          | ۱۰                | ۰              | ۰            | ۳                   | ۰                   |
| صلح‌آباد          | بخشی نامعلوم در شهرستان دامغان | صلح‌آباد          | ۷                 | ۰              | ۰            | ۲                   | ۰                   |
| طالو             | بخشی نامعلوم در شهرستان دامغان | طالو             | ۱                 | ۰              | ۰            | ۴                   | ۰                   |
| عباسعلی          | بخشی نامعلوم در شهرستان دامغان | عباسعلی          | ۰٫۵               | ۰              | ۰            | ۱                   | ۰                   |
| عباس‌آباد         | بخشی نامعلوم در شهرستان دامغان | عباس‌آباد         | ۰٫۸۰۰۰۰۰۰۱۱۹۲۰۹۲۹ | ۰              | ۰            | ۲                   | ۰                   |
| عباس‌آباد         | بخشی نامعلوم در شهرستان دامغان | عباس‌آباد         | ۱                 | ۰              | ۰            | ۴                   | ۰                   |
| علی‌آباد          | بخشی نامعلوم در شهرستان دامغان | علی‌آباد          | ۰٫۸۰۰۰۰۰۰۱۱۹۲۰۹۲۹ | ۰              | ۰            | ۵                   | ۰                   |
| علی‌آباد          | بخشی نامعلوم در شهرستان دامغان | علی‌آباد          | ۱                 | ۰              | ۰            | ۱٫۵                 | ۰                   |
| علی‌آباد          | بخشی نامعلوم در شهرستان دامغان | علی‌آباد          | ۷                 | ۰              | ۰            | ۴                   | ۰                   |
| عوض‌آباد          | بخشی نامعلوم در شهرستان دامغان | عوض‌آباد          | ۴٫۵               | ۰              | ۰            | ۱۵                  | ۰                   |
| فخرآباد          | بخشی نامعلوم در شهرستان دامغان | فخرآباد          | ۹                 | ۰              | ۰            | ۶                   | ۰                   |
| فرات             | بخشی نامعلوم در شهرستان دامغان | فرات             | ۱۱                | ۰              | ۰            | ۵                   | ۰                   |
| فیخار            | بخشی نامعلوم در شهرستان دامغان | فیخار            | ۶                 | ۰              | ۰            | ۲۰۰                 | ۰                   |
| فیض‌آباد          | بخشی نامعلوم در شهرستان دامغان | فیض‌آباد          | ۱٫۵               | ۰              | ۰            | ۶                   | ۰                   |
| قاسم‌آباد         | بخشی نامعلوم در شهرستان دامغان | قاسم‌آباد         | ۵                 | ۰              | ۰            | ۳                   | ۰                   |
| لاسجرد           | بخش امیرآباد شهرستان دامغان    | لاسجرد           | ۵                 | ۰              | ۰            | ۱۲                  | ۰                   |
| مجیدآباد         | بخشی نامعلوم در شهرستان دامغان | مجیدآباد         | ۹                 | ۰              | ۰            | ۱۰                  | ۰                   |
| محصول‌آباد        | بخشی نامعلوم در شهرستان دامغان | محصول‌آباد        | ۰٫۵               | ۰              | ۰            | ۲                   | ۰                   |
| محمد علی کوشا    | بخشی نامعلوم در شهرستان دامغان | محمد علی کوشا    | ۰٫۸۰۰۰۰۰۰۱۱۹۲۰۹۲۹ | ۰              | ۰            | ۵                   | ۰                   |
| مرادآباد         | بخشی نامعلوم در شهرستان دامغان | مرادآباد         | ۵                 | ۰              | ۰            | ۳                   | ۰                   |
| معبد             | بخشی نامعلوم در شهرستان دامغان | معبد             | ۶                 | ۰              | ۰            | ۴۰                  | ۰                   |
| معصوم‌آباد        | بخشی نامعلوم در شهرستان دامغان | معصوم‌آباد        | ۹                 | ۰              | ۰            | ۲                   | ۰                   |
| معلمان           | بخشی نامعلوم در شهرستان دامغان | معلمان           | ۱٫۲۰۰۰۰۰۰۴۷۶۸۳۷۲  | ۰              | ۰            | ۶                   | ۰                   |
| منگاس            | بخشی نامعلوم در شهرستان دامغان | منگاس            | ۱                 | ۰              | ۰            | ۶                   | ۰                   |
| مهماندویه        | بخشی نامعلوم در شهرستان دامغان | مهماندویه        | ۰٫۳۰۰۰۰۰۰۱۱۹۲۰۹۲۹ | ۰              | ۰            | ۲                   | ۰                   |
| مهماندویه        | بخشی نامعلوم در شهرستان دامغان | مهماندویه        | ۰٫۴۰۰۰۰۰۰۰۵۹۶۰۴۶۴ | ۰              | ۰            | ۲                   | ۰                   |
| موسی‌آباد         | بخشی نامعلوم در شهرستان دامغان | موسی‌آباد         | ۳٫۵               | ۰              | ۰            | ۲                   | ۰                   |
| میرزا محمد علی   | بخشی نامعلوم در شهرستان دامغان | میرزا محمد علی   | ۰٫۵               | ۰              | ۰            | ۲٫۵                 | ۰                   |
| نصرت‌آباد         | بخشی نامعلوم در شهرستان دامغان | نصرت‌آباد         | ۰٫۶۰۰۰۰۰۰۲۳۸۴۱۸۵۸ | ۰              | ۰            | ۵                   | ۰                   |
| نوا              | بخشی نامعلوم در شهرستان دامغان | نوا              | ۰٫۵               | ۰              | ۰            | ۲                   | ۰                   |
| هرت              | بخشی نامعلوم در شهرستان دامغان | هرت              | ۱٫۵               | ۰              | ۰            | ۳                   | ۰                   |
| پینند            | بخشی نامعلوم در شهرستان دامغان | پینند            | ۱                 | ۰              | ۰            | ۲                   | ۰                   |
| چاه حسین خان     | بخشی نامعلوم در شهرستان دامغان | چاه حسین خان     | ۱                 | ۰              | ۰            | ۲                   | ۰                   |
| چمبلو            | بخشی نامعلوم در شهرستان دامغان | چمبلو            | ۰٫۶۹۹۹۹۹۹۸۸۰۷۹۰۷۱ | ۰              | ۰            | ۳                   | ۰                   |
| چهارده           | بخشی نامعلوم در شهرستان دامغان | چهارده           | ۰                 | ۰              | ۰            | ۰                   | ۰                   |
| کال              | بخشی نامعلوم در شهرستان دامغان | کال              | ۰٫۵               | ۰              | ۰            | ۱                   | ۰                   |
| کبودتنگه         | بخشی نامعلوم در شهرستان دامغان | کبودتنگه         | ۰٫۳۰۰۰۰۰۰۱۱۹۲۰۹۲۹ | ۰              | ۰            | ۴                   | ۰                   |
| کجین دشت         | بخشی نامعلوم در شهرستان دامغان | کجین دشت         | ۰٫۳۰۰۰۰۰۰۱۱۹۲۰۹۲۹ | ۰              | ۰            | ۲                   | ۰                   |
| کریم‌آباد         | بخشی نامعلوم در شهرستان دامغان | کریم‌آباد         | ۴                 | ۰              | ۰            | ۲                   | ۰                   |
| کلاته اکبریه     | بخشی نامعلوم در شهرستان دامغان | کلاته اکبریه     | ۱٫۵               | ۰              | ۰            | ۳                   | ۰                   |
| کلاته جعفر       | بخشی نامعلوم در شهرستان دامغان | کلاته جعفر       | ۰٫۶۹۹۹۹۹۹۸۸۰۷۹۰۷۱ | ۰              | ۰            | ۲                   | ۰                   |
| کلاته داود       | بخشی نامعلوم در شهرستان دامغان | کلاته داود       | ۳                 | ۰              | ۰            | ۲۰                  | ۰                   |
| کلاته سلیمان     | بخشی نامعلوم در شهرستان دامغان | کلاته سلیمان     | ۲                 | ۰              | ۰            | ۱۰                  | ۰                   |
| کلاته فرحزاده    | بخشی نامعلوم در شهرستان دامغان | کلاته فرحزاده    | ۱                 | ۰              | ۰            | ۱۰                  | ۰                   |
| کلاته میثم       | بخشی نامعلوم در شهرستان دامغان | کلاته میثم       | ۰٫۳۰۰۰۰۰۰۱۱۹۲۰۹۲۹ | ۰              | ۰            | ۱                   | ۰                   |
| کلاته کلا        | بخشی نامعلوم در شهرستان دامغان | کلاته کلا        | ۴                 | ۰              | ۰            | ۲                   | ۰                   |
| کلاچو            | بخشی نامعلوم در شهرستان دامغان | کلاچو            | ۰٫۸۰۰۰۰۰۰۱۱۹۲۰۹۲۹ | ۰              | ۰            | ۱۰                  | ۰                   |
| کله رشم          | بخشی نامعلوم در شهرستان دامغان | کله رشم          | ۰٫۶۰۰۰۰۰۰۲۳۸۴۱۸۵۸ | ۰              | ۰            | ۱                   | ۰                   |
| کلوکوه زر        | بخشی نامعلوم در شهرستان دامغان | کلوکوه زر        | ۰٫۶۰۰۰۰۰۰۲۳۸۴۱۸۵۸ | ۰              | ۰            | ۲                   | ۰                   |
| کلی بنه          | بخشی نامعلوم در شهرستان دامغان | کلی بنه          | ۰٫۲۰۰۰۰۰۰۰۲۹۸۰۲۳۲ | ۰              | ۰            | ۳                   | ۰                   |
| کهو              | بخشی نامعلوم در شهرستان دامغان | کهو              | ۱                 | ۰              | ۰            | ۱۵                  | ۰                   |
| کوشاهی           | بخشی نامعلوم در شهرستان دامغان | کوشاهی           | ۰٫۶۹۹۹۹۹۹۸۸۰۷۹۰۷۱ | ۰              | ۰            | ۲                   | ۰                   |
| کوه زر           | بخشی نامعلوم در شهرستان دامغان | کوه زر           | ۱٫۵               | ۰              | ۰            | ۵                   | ۰                   |
| کوه زر           | بخشی نامعلوم در شهرستان دامغان | کوه زر           | ۱                 | ۰              | ۰            | ۸                   | ۰                   |
| کوهکه            | بخشی نامعلوم در شهرستان دامغان | کوهکه            | ۰٫۶۹۹۹۹۹۹۸۸۰۷۹۰۷۱ | ۰              | ۰            | ۳                   | ۰                   |
| گانو             | بخشی نامعلوم در شهرستان دامغان | گانو             | ۰                 | ۰              | ۰            | ۰                   | ۰                   |
| گلکی             | بخشی نامعلوم در شهرستان دامغان | گلکی             | ۰٫۶۹۹۹۹۹۹۸۸۰۷۹۰۷۱ | ۰              | ۰            | ۳                   | ۰                   |
| گندو             | بخشی نامعلوم در شهرستان دامغان | گندو             | ۰٫۵               | ۰              | ۰            | ۳                   | ۰                   |
| گیوتنگه          | بخشی نامعلوم در شهرستان دامغان | گیوتنگه          | ۰٫۵               | ۰              | ۰            | ۵                   | ۰                   |
| یزدان‌آباد        | بخشی نامعلوم در شهرستان دامغان | یزدان‌آباد        | ۷                 | ۰              | ۰            | ۶                   | ۰                   |